# Pernatuška svlačcová
Pernatuška svlačcová (Emmelina monodactyla) je drobný noční motýl z čeledi pernatuškovitých. Patří k nejhojnějším pernatuškám palearktické oblasti a v České republice se vyskytuje běžně.

## Popis
Dospělci dosahují rozpětí křídel 18–27 mm. Přední křídla jsou rozdělená na dva a zadní na tři laloky, takže motýl v klidu připomíná písmeno „T“. Zbarvení kolísá od špinavě bílé po rezavě hnědou; kresba může být téměř neznatelná nebo zřetelná s tmavými tečkami.
Larvy jsou světle až žlutozelené se širokým tmavším hřbetním pruhem a úzkou přerušovanou žlutou linkou; kukly se zbarvují od zelené po červenohnědou.

## Výskyt
Druh je původní v palearktu (od Azor po Japonsko), sekundárně zavlečený do Severní Ameriky a severní Afriky. V Česku obývá nížiny i podhorské oblasti, nejčastěji ruderální plochy a zahrady se svlačcem.

## Biologie

### Životní cyklus
Motýli mohou létat po celý rok; v mírném pásu převážně od dubna do října. Část dospělců přezimuje. Larvy se vyvíjejí ve dvou až třech překrývajících se generacích (květen–září).

### Potrava housenek
Primární hostitelské rostliny jsou z čeledi svlačcovité (Convolvulaceae), zejména:
- Convolvulus arvensis, C. cantabrica, C. floridus
- Calystegia sepium, C. soldanella
- Ipomoea purpurea, I. batatas

Dočasně byly housenky nalezeny též na druzích Atriplex, Chenopodium, Datura stramonium a Hyoscyamus niger.

### Parazitoidi
Na housenkách či kuklách byly zaznamenány:
- muška Oxynops anthracinus (Tachinidae),[6]
- lumek Phaeogenes vincibilis (Ichneumonidae),[7]
- brakonidní vosy Cotesia sp. a Apanteles lacteicolor (Braconidae).[6]

## Taxonomie
E. monodactyla je typový druh rodu Emmelina. V historii byl označen mnoha synonymy (např. Alucita pterodactyla, Pterophorus cineridactylus, P. flaveodactylus). Jeho taxonomickou stabilitu shrnuje katalog Gielis (2003).

## Význam

### Biologická kontrola
Larvy mohou lokálně redukovat svlačec rolní, zkoumán byl proto jejich potenciál v integrované ochraně plodin. Bez doplňkových metod není účinnost postačující.

### Feromonové studie
Samičí feromon obsahuje (Z)-7-dodecenyl acetát; látka se využívá k monitoringu populací.